# 王赣愚
王赣愚（1906年—1997年），原名王家茂，字贡予，男，祖籍江西南城，生于福建福州，中国政治学家、经济学家。

## 生平
1925年，王赣愚考入清华大学法学院政治学系。1929年，参加公费留美考试，获选派至美国哈佛大学留学，先后获得政治学硕士、博士学位。不久，赴英国伦敦大学、德国柏林大学进行短期进修和访问。
1933年底，王赣愚归国，任南京中央政治学校教授。1935年起，在南开大学任教。1937年，南开大学遭到日军轰炸，王赣愚随该校迁至昆明，后应校长熊庆来聘请为云南大学教授。1941年，到西南联合大学政治系任教，直到1946年西南联合大学结束。1946年，王赣愚赴美国华盛顿州立大学政治系、远东系任教。1949年，任南开大学财经学院院长。1952年院系调整之后，任南开大学经济系教授。1985年后，任南开大学国际经济系教授。

## 著作
- 《中国的政治改进》（1941年）
- 《民治独裁和战争》（1941年）
- 《新政治观》（1946年）
- 《民治新论》（1946年）
- 《政治经济学史》
- 《西德新自由主义》
- 《经济成长阶段论》
- 《我国宪法草案的人民民主性质》
- 《资本国际化与跨国公司》
- 《国际经济法初探》